# Mercedes-Benz W 129
 (août 2023).
La Mercedes-Benz W 129, aussi appelée Mercedes-Benz 580 K, était un prototype construit en 1939 et 1940 pour succéder à la 540 K.
Le design des véhicules correspondait à celui de la 540 K. La cylindrée du moteur était passée à 5 670 cm³. Le moteur délivrait 96 kW (130 ch) en mode atmosphérique et 147 kW (200 ch) avec compresseur. La vitesse maximale était de 180 km/h.
Sur le châssis court, cependant, seuls quelques prototypes ont été construits, dont un coupé sport et un roadster sport. Cependant, la production en série n'a jamais eu lieu.